# Маел Коба мак Аедо
Маел Коба мак Аедо — (ірл. — Máel Coba mac Áedo) — Маел Клірик — верховний король Ірландії. Роки правління: 608—610. За іншими даними помер у 615 році.

## Походження

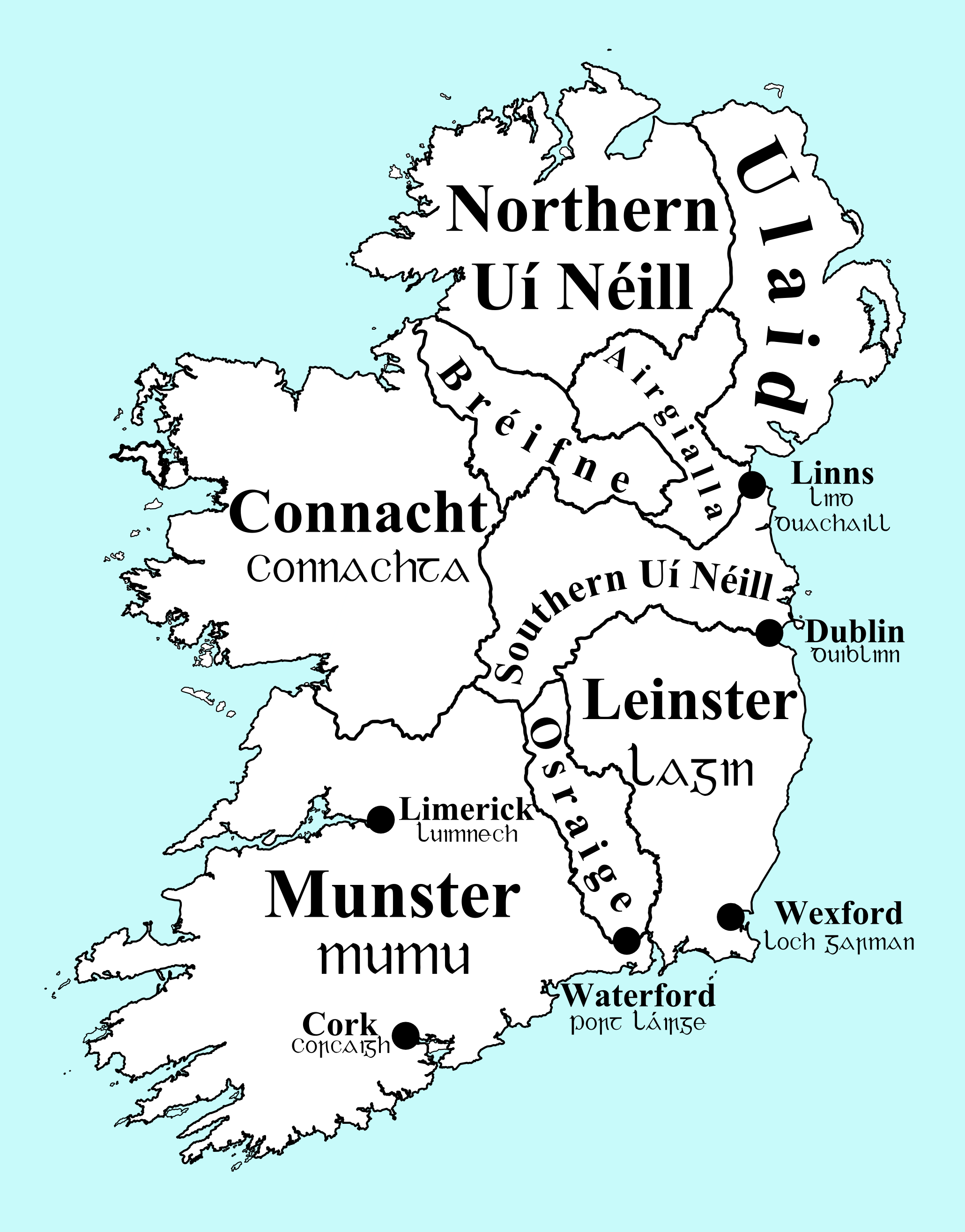
Карта Ірландії в добу раннього середновіччя. Показані особисті володіння північних та південних О'Нілів.

Маел Коба мак Аедо син Аеда мак Айнмуйреха (ірл. — Áed mac Ainmuirech) — верховного короля Ірландії (помер у 598 році). Брат Домналла мак Аедо (ірл. — Domnall mac Áedo) — верховного короля Ірландії (помер у 642 році). Належав до північної гілки королівського роду О'Ніл (Уа Нейл) — Кенел Конайл (ірл. — Cenél Conaill). Маел Коба мак Аедо став вождем клану Кенел Конайл після смерті свого брата Коналла Ку мак Аедо (ірл. — Conall Cú mac Áedo) у 604 році.

## Правління
У ті часи в Ірландії йшла тривала боротьба за трон між двома гілками роду О'Нілів — північних та південних О'Нілів — між гілками Кенел Конайлл (ірл. — Cenél Conaill) та Кенел н-Еогайн (ірл. — Cenél nEógain) відповідно. Владу захоплювали то північні, то південні О'Ніли. Влада верховного короля була нетривкою і багато в чому ефемерною — васальні дрібні королівства постійно виходили з-під влади верховного короля. Ім'я Маела Коба мак Аедо є в літописах та списках верховних королів Ірландії, що були складені в кінці VII століття. Його ім'я і час правління міститься між іменами Аеда Варіднаха мак Домналла та Суїбне Менна, що належали до конкуруючої і часто ворожої гілки О'Нілів. Маел Коба мак Аедо правив Ірландією всього два або сім років.

## Смерть
Маел Коба мак Аедо був вбитий в 610 або в 615 році Суїбне Менном (ірл. — Suibne Menn) в битві під Сліаб Труїм (ірл. — Sliab Truim), що в сучасному графстві Тірон. Не виключено, що справжнє ім'я Суїбне Менна було Енгус мак Колмайн (ірл. — Óengus mac Colmáin).

## Нащадки
Сини — Келлах (ірл. — Cellach) (помер у 658 році) та Коналл (ірл. — Conall) (помер у 654 році). Обидва стали верховними королями Ірландії.
Нащадком Маела Коба мак Аедо був Дунхад мак Кінн Фаелад (ірл. — Dúnchad mac Cinn Fáelad) (помер у 717 році) — ігумен монастиря святого Йони. Вважається онуком Маела Коба мак Аедо.